# Municipal District of Fairview No. 136
Der Municipal District of Fairview No. 136 ist einer der 63 „municipal district“ in Alberta, Kanada. Der Verwaltungsbezirk liegt in der Region Nord-Alberta und gehört zur „Census Division 19“. Er wurde zum 8. Dezember 1913 eingerichtet (incorporated als „Large Local Improvement District 858“) und sein Verwaltungssitz befindet sich in Fairview.
Der Verwaltungsbezirk ist für die kommunale Selbstverwaltung in den ländlichen Gebieten sowie den nicht rechtsfähigen Gemeinden, wie Dörfern und Weilern und ähnlichem, zuständig. Für die Verwaltung der Städte (City) und Kleinstädte (Town) in seinen Gebietsgrenzen ist er nicht zuständig.

## Lage
Der „Municipal District“ liegt im zentralen Westen, im Herzen des Peace River Country, in der kanadischen Provinz Alberta. Der Peace River bildet dabei auch die Süd- und Ostgrenze des Bezirks. Während der Alberta Highway 2 den Bezirk in Ost-West-Richtung durchquert, verläuft der Alberta Highway 64 in Nord-Süd-Richtung. Mit dem Dunvegan Provincial Park liegt einer der kleinsten Provincial Parks in Alberta im Zentrum des Bezirks.
|                                            | Clear Hills County                          |                                     |
| Saddle Hills County                        | Kompassrose, die auf Nachbargemeinden zeigt | Municipal District of Peace No. 135 |
| Municipal District of Spirit River No. 133 | Birch Hills County                          |                                     |

## Bevölkerung
Der Schwerpunkt der Besiedlung zieht sich im Wesentlichen entlang des Alberta Highway 2.
| Jahr | Erhebung          | Einwohner | Änderung | Fläche (km²) | Bev.-dichte (EW/km²) |
| ---- | ----------------- | --------- | -------- | ------------ | -------------------- |
| 2016 | Volkszählung 2016 | 1604      | - 4,1 %  | 1387,58      | 1,2                  |
| 2011 | Volkszählung 2011 | 1673      | + 16,8 % | 1389,01      | 1,2                  |

## Gemeinden und Ortschaften
Folgende Gemeinden liegen innerhalb der Grenzen des Verwaltungsbezirks:
- Stadt (City): keine
- Kleinstadt (Town): Fairview
- Dorf (Village): keine
- Weiler (Hamlet): Bluesky, Whitelaw

Außerdem bestehen noch weitere, noch kleinere Ansiedlungen wie beispielsweise Sommerdörfer.